# Jean Thibaudin
Jean Thibaudin est un général et homme politique français de la Troisième République, né le 13 novembre 1822 à Moulins-Engilbert (Nièvre) et mort le 19 septembre 1905 en son domicile dans le 7e arrondissement de Paris.
Colonel en 1871, il sert à l'Armée du Rhin, puis à l'Armée de l'Est. Franc-maçon, considéré comme républicain, il contribue  sous l'impulsion de Jules Ferry à lancer l'expédition de 1881-1882, prélude à la colonisation  de Madagascar. Général de division (1882), il a été ministre de la Guerre (31 janvier - 9 octobre 1883). commandant de la place de Paris (1886) et mis à la retraite en 1888.

## Biographie
Après l'École Spéciale Militaire (1841), il est nommé sous lieutenant en 1843 au Sixième régiment d’Infanterie et sert en Algérie de 1844 à 1849. Lieutenant (1847) puis Capitaine (1853) au 15e BCP, il fait la campagne d'Italie. Chef de bataillon en 1860 au 47 RI, puis au 35e, promu Lieutenant-Colonel en 1868 au 67e Régiment d’Infanterie, durant la guerre contre l'Allemagne, il est affecté au 2e corps d'armée (Frossard). Son régiment enlève le village de Sankt Arnual lors de la bataille de Sarrebrück (2 aout). Il participe aussi à la bataille de Forbach.
Colonel (1870), le 16 août à Rezonville, son régiment se distingue et il est blessé au bras droit. Interné à Mayence après la capitulation, il s'échappe (condamné à mort par contumace par les Allemands). Il prend le commandement du 10e RI provisoire et est nommé général à titre auxiliaire. Il commande alors la 2e DI du 24 CA (de Bressoles) avec laquelle il se porte au secours de Belfort. Il participe aux combats de l'armée de Bourbaki (Villersexel, Gonvillars). Au moment où Clinchant remplace Bourbaki, il est nommé à la tête du 24e Corps d’Armée, mais doit passer en Suisse où il est interné à Berne. Remis colonel par la révision de grades en 1871, il commande le 32e Régiment d’Infanterie jusqu'en 1877 puis est nommé Général de brigade (1877) et commande la 20e brigade et les subdivision de région de Blois et d'Orléans du 24 mars 1877 au 26 juillet 1879.
Franc-maçon, il est appelé en 1879 par le général Farre, ministre de la guerre, pour prendre la direction de l'infanterie au ministère de la guerre du 10 janvier 1880 au 17 novembre 1881. Il est promu au grade de commandeur de la Légion d'Honneur en 1881.
Chef d'état-major du gouvernement militaire de Lyon et du 14e corps d’armée du 26 juillet 1879 au 10 janvier 1880, il commande la 22e brigade d'infanterie et les subdivisions des régions de Neufchâteau et de Troyes du 11 janvier 1882 au 6 juillet 1882.
Promu le 6 juillet 1882 général de division, Commandant de la 32e division d’infanterie et des subdivisions des régions de Narbonne, de Perpignan, de Carcassonne et d'Albi du 7 juillet 82 au 18 janvier 1883, puis de la 6e division d'infanterie et de la subdivision de la région de Rouen (18 janvier 1883-31 janvier 1883), il devient ministre de la Guerre en 1883 et signe le décret rayant les Princes d'Orléans du cadre de l'armée.
Commandant de la place de Paris et commandant supérieur des départements de la Seine et de Seine-et-Oise du 28 décembre 1886 au 28 janvier 1888, membre du comité de l'infanterie du 2 mars 1885 au 4 mars 1886, il en devient le président entre le 4 mars 1886 et le 28 janvier 1888.
Rallié au boulangisme, Thibaudin a été le candidat de ce mouvement lors des élections législatives de 1889 dans la 2e circonscription du 10e arrondissement de Paris, où il a été battu par Henri Brisson.
Il est inhumé dans le caveau familial dans la 3ème division du cimetière parisien de Pantin.